# 2000年夏季奥林匹克运动会圣基茨和尼维斯代表团
圣基茨和尼维斯参加了9月15日至10月1日在澳大利亚悉尼举行的2000年夏季奥林匹克运动会。此次参赛是该国自1996年亚特兰大奥运会上首次亮相以来第二次参加夏季奥运会。圣基茨和尼维斯代表团派出了两名田径运动员：金·柯林斯和瓦尔马·巴斯。

## 背景
圣基茨和尼维斯自1996年亚特兰大奥运会首次亮相到参加2000年悉尼奥运会期间共参加了两届奥运会。1996年，圣基茨和尼维斯首次参加奥运会，并派出10名运动员参赛。在1996年奥运会上，金·柯林斯参加了男子100米和4×100米接力比赛，瓦尔马·巴斯参加了女子4×100米接力比赛。
圣基茨和尼维斯奥委会于1986年5月27日成立。在1993年于摩纳哥蒙特卡洛举行的国际奥委会会议上，圣基茨和尼维斯奥委会得到了国际奥委会的承认。

## 田径

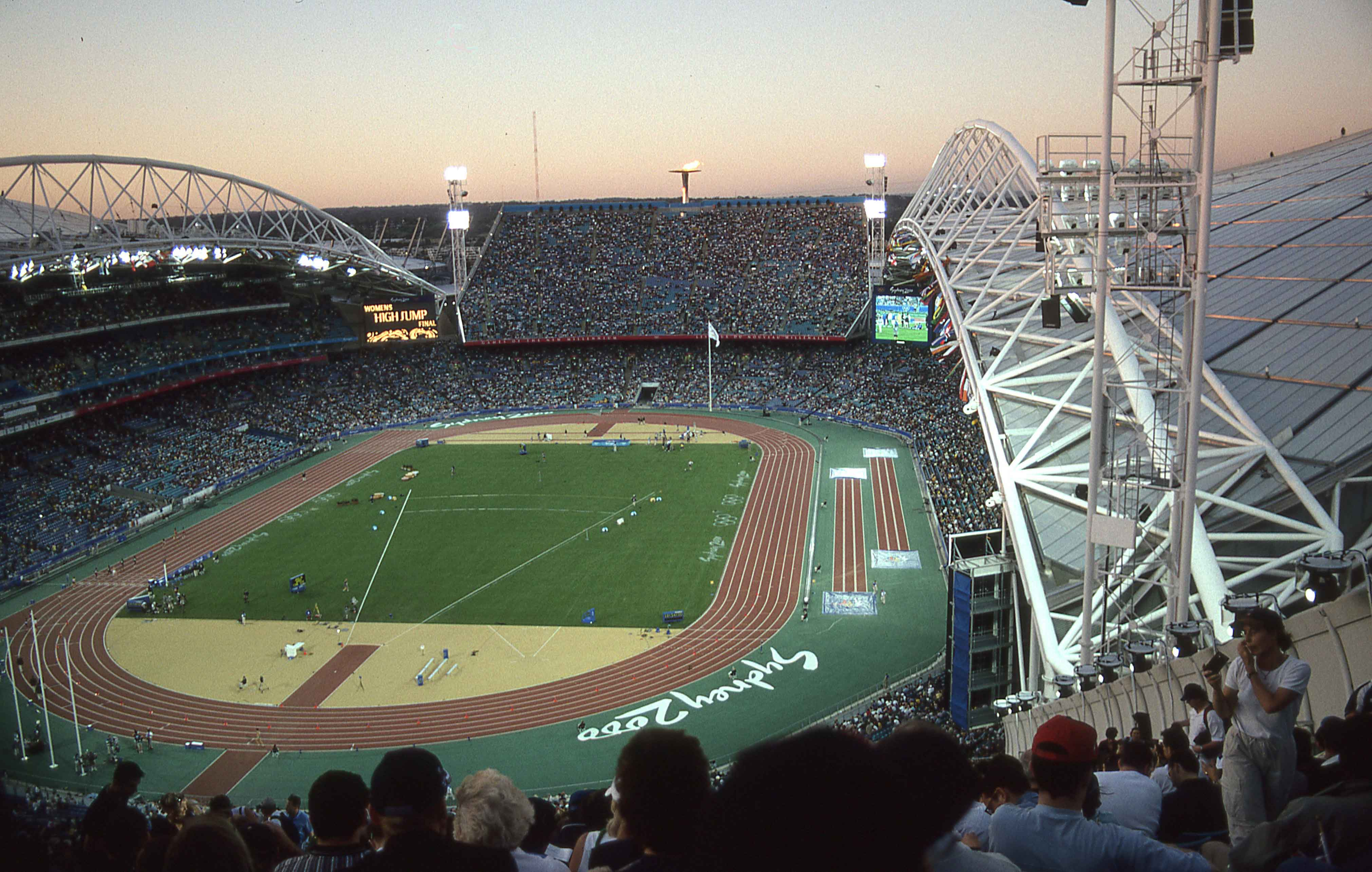
瓦尔马·巴斯和金·柯林斯进行比赛的澳大利亚体育场

圣基茨和尼维斯派出男女运动员各一名代表国家参加田径比赛。金·柯林斯参加男子100和200米比赛，而瓦尔马·巴斯参加女子100米和200米比赛。此次参赛是柯林斯和巴斯第二次参加奥运会；二人此前都曾参加过1996年奥运会。
柯林斯参加了男子100米和200米短跑比赛。他在参加100米的97名选手中最终排名第七，他的决赛成绩比获得冠军的美国选手莫里斯·格林慢了0.3秒。柯林斯在200米半决赛中位列第五，未能进入决赛，他的半决赛成绩比该项目冠军得主希腊选手科斯塔斯·肯泰里斯的决赛成绩慢了0.48秒。
巴斯参加了女子100米和200米短跑比赛。她在100米四分之一决赛中位列第七名，在200米四分之一决赛中位列第八名，两项比赛都未能晋级决赛。其中100米项目的四分之一决赛成绩比该项目亚军得主之一埃卡特丽尼·塔努的决赛成绩慢了0.48秒。200米项目的四分之一决赛成绩则比金牌得主巴哈马选手保利娜·戴维斯-汤普森的决赛成绩慢了1.3秒。
图示
- 注 – 径赛排名仅为运动员所处小组排名
- Q = 直接晋级下一轮
- q = 径赛：在未晋级选手中成绩最佳而晋级下一轮 / 田赛：在未达晋级线选手中成绩最佳
- NR = 全国纪录

男子
| 选手      | 比赛项目 | 预赛  | 预赛 | 四分之一决赛 | 四分之一决赛 | 半决赛 | 半决赛 | 决赛   | 决赛   | 参考  |
| 选手      | 比赛项目 | 成绩  | 排名 | 成绩         | 排名         | 成绩   | 排名   | 成绩   | 排名   | 参考  |
| --------- | -------- | ----- | ---- | ------------ | ------------ | ------ | ------ | ------ | ------ | ----- |
| 金·柯林斯 | 100米    | 10.39 | 2 Q  | 10.19        | 2 Q          | 10.20  | 4 Q    | 10.17  | 7      | [ 4 ] |
| 金·柯林斯 | 200米    | 20.52 | 2 Q  | 20.47        | 3 Q          | 20.57  | 5      | 未晋级 | 未晋级 | [ 4 ] |

女子
| 选手        | 比赛项目 | 预赛  | 预赛 | 四分之一决赛 | 四分之一决赛 | 半决赛 | 半决赛 | 决赛   | 决赛   | 参考  |
| 选手        | 比赛项目 | 成绩  | 排名 | 成绩         | 排名         | 成绩   | 排名   | 成绩   | 排名   | 参考  |
| ----------- | -------- | ----- | ---- | ------------ | ------------ | ------ | ------ | ------ | ------ | ----- |
| 瓦尔马·巴斯 | 100米    | 11.45 | 3 Q  | 11.60        | 7            | 未晋级 | 未晋级 | 未晋级 | 未晋级 | [ 5 ] |
| 瓦尔马·巴斯 | 200米    | 23.37 | 4 Q  | 23.57        | 8            | 未晋级 | 未晋级 | 未晋级 | 未晋级 | [ 5 ] |